# 善僧
善僧（?—?），元朝大臣，元泰定帝时中书平章政事。
元英宗时，善僧为晋王也孙铁木儿王府内史。至治三年（1323年）也孙铁木儿即位为元泰定帝，九月，枢密院使哈散为御史大夫，内史善僧为中书左丞。泰定元年（1324年）正月，中书右丞乃马台为平章政事，善僧由中书左丞升任中书右丞。四月，泰定帝幸上都，诸王宽彻不花、失剌，平章政事兀伯都剌，右丞善僧等居守。泰定二年（1325年）二月，升任中书省平章政事。泰定帝幸上都，诸王也忒古不花，平章政事兀伯都剌、察乃、善僧、左丞许师敬，参知政事朵朵居守。 